# هلموت راوچ
 هلموت راوچ (آلمانی: Helmut Rauch؛ زاده ۲۲ ژانویه ۱۹۳۹) یک فیزیک‌دان اهل اتریش است.